# Gabriela Dabrowski
Gabriela Dabrowski (Ottawa, 1º aprile 1992) è una tennista canadese.

## Carriera
Ha raggiunto la sua miglior posizione nella classifica del singolare il 3 novembre 2014 al 164º posto, mentre nel doppio è arrivata alla posizione n. 4 l'11 luglio 2022. Nel circuito ITF ha conquistato 2 titoli in singolare e 12 titoli in doppio in carriera.
Durante il Torneo di Wimbledon 2019, Gabriela ha colto la sua prima finale slam assieme a Xu Yifan: le due si sono arrese a Hsieh Su-wei e Barbora Strýcová in due set. Allo US Open 2023, assieme a Erin Routliffe, ha vinto il suo primo slam in carriera, battendo in finale Vera Zvonarëva e Laura Siegemund. Dabrowski è la prima canadese della storia a vincere uno slam nel doppio femminile. Le due, nel 2024, conquistano il titolo soltanto nel '250' di Nottingham; tuttavia, raggiungono altre finali, tra cui quella nel '1000' di Miami e quella prestigiosa di Wimbledon, persa contro Townsend/Siniaková in due tie-break. Proprio contro Townsend e Siniaková si prendono una rivincita alle WTA Finals, conquistando il torneo di fine anno per la prima volta in carriera.
Nel doppio misto, la canadese ha vinto due tornei dello slam: il primo all'Open di Francia 2017 con Rohan Bopanna, il secondo all'Australian Open 2018 assieme a Mate Pavić. Vanta inoltre altre due finali a Parigi nel 2018 e 2019 in coppia con Pavić. Alle Olimpiadi di Parigi 2024, Dabrowski conquista la medaglia di bronzo nel misto assieme al connazionale Félix Auger-Aliassime, battendo nella finale per il terzo posto Schuurs/Koolhof.

## Statistiche WTA

### Doppio

#### Vittorie (19)
| Legenda               | Legenda      |
| --------------------- | ------------ |
| Grande Slam (1)       |              |
| Ori Olimpici (0)      |              |
| WTA Finals (1)        |              |
| WTA Elite Trophy (0)  |              |
| Dal 2009 al 2020      | Dal 2021     |
| Premier Mandatory (1) | WTA 1000 (3) |
| Premier 5 (1)         | WTA 1000 (3) |
| Premier (3)           | WTA 500 (3)  |
| International (4)     | WTA 250 (2)  |

| N.  | Data              | Torneo                               | Superficie      | Compagna                    | Avversarie                                 | Punteggio           |
| 1.  | 2 agosto 2014     | Washington Open, Washington          | Cemento         | Shūko Aoyama                | Hiroko Kuwata Kurumi Nara                  | 6-1, 6-2            |
| 2.  | 8 marzo 2015      | Monterrey Open, Monterrey            | Cemento         | Alicja Rosolska             | Anastasija Rodionova Arina Rodionova       | 6-3, 2-6, [10-3]    |
| 3.  | 19 giugno 2016    | Mallorca Open, Maiorca               | Erba            | María José Martínez Sánchez | Anna-Lena Friedsam Laura Siegemund         | 6-4, 6-2            |
| 4.  | 2 aprile 2017     | Miami Open, Miami                    | Cemento         | Xu Yifan                    | Sania Mirza Barbora Strýcová               | 6-4, 6-3            |
| 5.  | 26 agosto 2017    | New Haven Open, New Haven            | Cemento         | Xu Yifan                    | Ashleigh Barty Casey Dellacqua             | 3-6, 6-3, [10-8]    |
| 6.  | 12 gennaio 2018   | Sydney International, Sydney         | Cemento         | Xu Yifan                    | Latisha Chan Andrea Sestini Hlaváčková     | 6-3, 6-1            |
| 7.  | 18 febbraio 2018  | Qatar Ladies Open, Doha              | Cemento         | Jeļena Ostapenko            | Andreja Klepač María José Martínez Sánchez | 6-3, 6-3            |
| 8.  | 30 giugno 2018    | Eastbourne International, Eastbourne | Erba            | Xu Yifan                    | Irina-Camelia Begu Mihaela Buzărnescu      | 6-3, 7-5            |
| 9.  | 25 maggio 2019    | Nürnberger Cup, Norimberga           | Terra rossa     | Xu Yifan                    | Sharon Fichman Nicole Melichar             | 4-6, 7-6(5), [10-5] |
| 10. | 15 agosto 2021    | Canadian Open, Montréal              | Cemento         | Luisa Stefani               | Darija Jurak Andreja Klepač                | 6-3, 6-4            |
| 11. | 7 maggio 2022     | Madrid Open, Madrid                  | Terra rossa     | Giuliana Olmos              | Desirae Krawczyk Demi Schuurs              | 7-6(1), 5-7, [10-7] |
| 12. | 18 settembre 2022 | Chennai Open, Chennai                | Cemento         | Luisa Stefani               | Anna Blinkova Natela Dzalamidze            | 6-1, 6-2            |
| 13. | 25 settembre 2022 | Pan Pacific Open, Tokyo              | Cemento         | Giuliana Olmos              | Nicole Melichar-Martinez Ellen Perez       | 6-4, 6-4            |
| 14. | 10 settembre 2023 | US Open, New York                    | Cemento         | Erin Routliffe              | Laura Siegemund Vera Zvonarëva             | 7-6(9), 6-3         |
| 15. | 15 ottobre 2023   | Zhengzhou Open, Zhengzhou            | Cemento         | Erin Routliffe              | Shūko Aoyama Ena Shibahara                 | 6-2, 6-4            |
| 16. | 16 giugno 2024    | Nottingham Open, Nottingham          | Erba            | Erin Routliffe              | Harriet Dart Diane Parry                   | 5-7, 6-3, [11-9]    |
| 17. | 9 novembre 2024   | WTA Finals, Riad                     | Cemento (i)     | Erin Routliffe              | Kateřina Siniaková Taylor Townsend         | 7-5, 6-3            |
| 18. | 20 aprile 2025    | Stuttgart Open, Stoccarda            | Terra rossa (i) | Erin Routliffe              | Ekaterina Aleksandrova Zhang Shuai         | 6-3, 6-3            |
| 19. | 17 agosto 2025    | Cincinnati Open, Cincinnati          | Cemento         | Erin Routliffe              | Guo Hanyu Aleksandra Panova                | 6-4, 6-3            |

#### Sconfitte (20)
| Legenda               | Legenda      |
| --------------------- | ------------ |
| Grande Slam (2)       |              |
| Argenti Olimpici (0)  |              |
| WTA Finals (0)        |              |
| WTA Elite Trophy (0)  |              |
| Dal 2009 al 2020      | Dal 2021     |
| Premier Mandatory (2) | WTA 1000 (6) |
| Premier 5 (1)         | WTA 1000 (6) |
| Premier (3)           | WTA 500 (3)  |
| International (3)     | WTA 250 (0)  |

| N.  | Data              | Torneo                               | Superficie  | Compagna         | Avversarie in finale                          | Punteggio           |
| 1.  | 25 maggio 2013    | Brussels Open, Bruxelles             | Terra rossa | Shahar Peer      | Anna-Lena Grönefeld Květa Peschke             | 0-6, 3-6            |
| 2.  | 13 ottobre 2013   | Austria Ladies Linz, Linz            | Cemento (i) | Alicja Rosolska  | Karolína Plíšková Kristýna Plíšková           | 6(6)–7, 4-6         |
| 3.  | 12 giugno 2016    | Nottingham Open, Nottingham          | Erba        | Yang Zhaoxuan    | Andrea Hlaváčková Peng Shuai                  | 5-7, 6-3, [7-10]    |
| 4.  | 14 gennaio 2017   | Hobart International, Hobart         | Cemento     | Yang Zhaoxuan    | Ioana Raluca Olaru Ol'ga Savčuk               | 6-0, 4-6, [5-10]    |
| 5.  | 7 ottobre 2018    | China Open, Pechino                  | Cemento     | Xu Yifan         | Andrea Sestini Hlaváčková Barbora Strýcová    | 6-4, 4-6, [8-10]    |
| 6.  | 11 maggio 2019    | Madrid Open, Madrid                  | Terra rossa | Xu Yifan         | Hsieh Su-wei Barbora Strýcová                 | 3-6, 1-6            |
| 7.  | 14 luglio 2019    | Torneo di Wimbledon, Londra          | Erba        | Xu Yifan         | Hsieh Su-wei Barbora Strýcová                 | 2-6, 4-6            |
| 8.  | 17 gennaio 2020   | Adelaide International, Adelaide     | Cemento     | Darija Jurak     | Nicole Melichar Xu Yifan                      | 6-2, 5-7, [5-10]    |
| 9.  | 28 febbraio 2020  | Qatar Ladies Open, Doha              | Cemento     | Jeļena Ostapenko | Hsieh Su-wei Barbora Strýcová                 | 2-6, 7-5, [2-10]    |
| 10. | 25 ottobre 2020   | Ostrava Open, Ostrava                | Cemento (i) | Luisa Stefani    | Elise Mertens Aryna Sabalenka                 | 1-6, 3-6            |
| 11. | 8 maggio 2021     | Madrid Open, Madrid (2)              | Terra rossa | Demi Schuurs     | Barbora Krejčíková Kateřina Siniaková         | 4-6, 3-6            |
| 12. | 8 agosto 2021     | Silicon Valley Classic, San Jose     | Cemento     | Luisa Stefani    | Darija Jurak Andreja Klepač                   | 1-6, 5-7            |
| 13. | 21 agosto 2021    | Cincinnati Open, Cincinnati          | Cemento     | Luisa Stefani    | Samantha Stosur Zhang Shuai                   | 5-7, 3-6            |
| 14. | 15 maggio 2022    | Internazionali d'Italia, Roma        | Terra rossa | Giuliana Olmos   | Veronika Kudermetova Anastasija Pavljučenkova | 6-1, 4-6, [7-10]    |
| 15. | 16 ottobre 2022   | San Diego Open, San Diego            | Cemento     | Giuliana Olmos   | Coco Gauff Jessica Pegula                     | 6-1, 5-7, [4-10]    |
| 16. | 23 settembre 2023 | Guadalajara Open, Guadalajara        | Cemento     | Erin Routliffe   | Storm Hunter Elise Mertens                    | 6-2, 3-6, [4-10]    |
| 17. | 31 marzo 2024     | Miami Open, Miami Gardens            | Cemento     | Erin Routliffe   | Sofia Kenin Bethanie Mattek-Sands             | 6-4, 6(5)-7, [9-11] |
| 18. | 29 giugno 2024    | Eastbourne International, Eastbourne | Erba        | Erin Routliffe   | Ljudmyla Kičenok Jeļena Ostapenko             | 7-5, 6(2)-7, [8-10] |
| 19. | 13 luglio 2024    | Torneo di Wimbledon, Londra (2)      | Erba        | Erin Routliffe   | Kateřina Siniaková Taylor Townsend            | 6(5)-7, 6(1)-7      |
| 20. | 12 agosto 2024    | Canadian Open, Toronto               | Cemento     | Erin Routliffe   | Caroline Dolehide Desirae Krawczyk            | 6(2)-7, 6-3, [7-10] |

### Doppio misto

#### Vittorie (2)
| Tornei del Grande Slam  |
| ----------------------- |
| Australian Open (1)     |
| Open di Francia (1)     |
| Torneo di Wimbledon (0) |
| US Open (0)             |
| Ori Olimpici (0)        |

| N. | Data            | Torneo                            | Superficie  | Compagno              | Avversari in finale              | Punteggio         |
| 1. | 8 giugno 2017   | Open di Francia, Parigi           | Terra rossa | Rohan Bopanna         | Robert Farah Anna-Lena Grönefeld | 2-6, 6-2, [12-10] |
| 2. | 28 gennaio 2018 | Australian Open, Melbourne        | Cemento     | Mate Pavić            | Rohan Bopanna Tímea Babos        | 2–6, 6–4, [11-9]  |
|    | 2 agosto 2024   | Bronzo ai Giochi Olimpici, Parigi | Terra rossa | Félix Auger-Aliassime | Demi Schuurs Wesley Koolhof      | 6-3, 7-6(2)       |

#### Sconfitte (2)
| Tornei del Grande Slam  |
| ----------------------- |
| Australian Open (0)     |
| Open di Francia (2)     |
| Torneo di Wimbledon (0) |
| US Open (0)             |
| Argenti Olimpici (0)    |

| N. | Data          | Torneo                      | Superficie  | Compagna   | Avversari in finale     | Punteggio           |
| 1. | 7 giugno 2018 | Open di Francia, Parigi (1) | Terra rossa | Mate Pavić | Latisha Chan Ivan Dodig | 1-6, 7-6(5), [8-10] |
| 2. | 7 giugno 2019 | Open di Francia, Parigi (2) | Terra rossa | Mate Pavić | Latisha Chan Ivan Dodig | 1-6, 6(5)-7         |

## Statistiche ITF

### Singolare

#### Vittorie (2)
| Torneo $100.000 (0) |
| Torneo $80.000 (0)  |
| Torneo $75.000 (0)  |
| Torneo $60.000 (0)  |
| Torneo $50.000 (1)  |
| Torneo $25.000 (1)  |
| Torneo $15.000 (0)  |
| Torneo $10.000 (0)  |

| N. | Data             | Torneo                                  | Superficie  | Avversaria in finale | Punteggio        |
| 1. | 2 novembre 2014  | Tevlin Women's Challenger, Toronto      | Cemento (i) | Maria Sanchez        | 6–4, 2–6, 7–6(7) |
| 2. | 27 novembre 2016 | Nashville Pro Challenge Open, Nashville | Cemento (i) | Jennifer Elie        | 7–6(6), 6–4      |

#### Sconfitte (4)
| Torneo $100.000 (0) |
| Torneo $80.000 (0)  |
| Torneo $75.000 (0)  |
| Torneo $60.000 (0)  |
| Torneo $50.000 (3)  |
| Torneo $25.000 (1)  |
| Torneo $15.000 (0)  |
| Torneo $10.000 (0)  |

| N. | Data             | Torneo                                                       | Superficie  | Avversaria in finale | Punteggio    |
| 1. | 6 novembre 2011  | Tevlin Women's Challenger, Toronto                           | Cemento (i) | Amra Sadiković       | 4–6, 2–6     |
| 2. | 7 luglio 2013    | Cooper Challenger, Waterloo                                  | Terra rossa | Julia Glushko        | 1-6, 3-6     |
| 3. | 10 novembre 2013 | South Seas Island Resort Women's Pro Classic, Captiva Island | Cemento     | Mandy Minella        | 3-6, 3-6     |
| 4. | 12 gennaio 2014  | Vero Beach International Tennis Open, Vero Beach             | Terra verde | Laura Siegemund      | 2-6, 6(10)-7 |

### Doppio

#### Vittorie (12)
| Torneo $100.000 (0) |
| Torneo $80.000 (0)  |
| Torneo $75.000 (0)  |
| Torneo $60.000 (0)  |
| Torneo $50.000 (9)  |
| Torneo $25.000 (3)  |
| Torneo $15.000 (0)  |
| Torneo $10.000 (0)  |

| N.  | Data             | Torneo                                                       | Superficie  | Compagna             | Avversarie in finale                   | Punteggio           |
| 1.  | 10 novembre 2007 | Tevlin Women's Challenger, Toronto                           | Cemento (i) | Sharon Fichman       | Maria Fernanda Alves Christina Wheeler | 6–3, 6–0            |
| 2.  | 6 novembre 2010  | Tevlin Women's Challenger, Toronto                           | Cemento (i) | Sharon Fichman       | Brittany Augustine Alexandra Mueller   | 6-4, 6-0            |
| 3.  | 6 novembre 2011  | Tevlin Women's Challenger, Toronto                           | Cemento     | Marie-Ève Pelletier  | Tímea Babos Jessica Pegula             | 7-5, 6(5)-7, [10-4] |
| 4.  | 12 maggio 2012   | RBC Bank Women's Challenger, Raleigh                         | Terra verde | Marie-Ève Pelletier  | Alexandra Mueller Asia Muhammad        | 6-4, 4-6, [10-5]    |
| 5.  | 27 ottobre 2012  | National Bank Challenger Saguenay, Saguenay                  | Cemento (i) | Alla Kudrjavceva     | Sharon Fichman Marie-Ève Pelletier     | 6-2, 6-2            |
| 6.  | 3 novembre 2012  | Tevlin Women's Challenger, Toronto                           | Cemento (i) | Alla Kudrjavceva     | Eugenie Bouchard Jessica Pegula        | 6-2, 7-6(2)         |
| 7.  | 4 maggio 2013    | Wiesbaden Tennis Open, Wiesbaden                             | Terra rossa | Sharon Fichman       | Dinah Pfizenmaier Anna Zaja            | 6-3, 6-3            |
| 8.  | 6 luglio 2013    | Cooper Challenger, Waterloo                                  | Terra rossa | Sharon Fichman       | Misa Eguchi Eri Hozumi                 | 7-6(6), 6-3         |
| 9.  | 9 novembre 2013  | South Seas Island Resort Women's Pro Classic, Captiva Island | Cemento     | Allie Will           | Julia Boserup Alexandra Mueller        | 6–1, 6–2            |
| 10. | 5 luglio 2014    | Reinert Open, Versmold                                       | Terra rossa | Mariana Duque Mariño | Verónica Cepede Royg Stephanie Vogt    | 6–4, 6–2            |
| 11. | 9 novembre 2014  | South Seas Island Resort Women's Pro Classic, Captiva Island | Cemento     | Anna Tatišvili       | Asia Muhammad Maria Sanchez            | 6-3, 6-3            |
| 12. | 5 novembre 2016  | Tevlin Women's Challenger, Toronto                           | Cemento (i) | Michaëlla Krajicek   | Ashley Weinhold Caitlin Whoriskey      | 6–4, 6–3            |

#### Sconfitte (8)
| Torneo $100.000 (0) |
| Torneo $80.000 (0)  |
| Torneo $75.000 (1)  |
| Torneo $60.000 (0)  |
| Torneo $50.000 (4)  |
| Torneo $25.000 (2)  |
| Torneo $15.000 (0)  |
| Torneo $10.000 (1)  |

| N. | Data            | Torneo                                                   | Superficie  | Compagna            | Avversarie in finale                 | Punteggio         |
| 1. | 25 ottobre 2008 | National Bank Challenger Saguenay, Saguenay              | Cemento (i) | Sharon Fichman      | Katalin Marosi Marina Tavares        | 6–2, 4–6, [4–10]  |
| 2. | 19 giugno 2010  | Slovak Open, Bratislava                                  | Terra rossa | Chantal Škamlová    | Katarína Kachlíková Lenka Tvarošková | 4–6, 6(2)–7       |
| 3. | 22 gennaio 2011 | Ace Sports Group Tennis Classic, Lutz                    | Terra verde | Sharon Fichman      | Ahsha Rolle Mashona Washington       | 4–6, 4–6          |
| 4. | 30 ottobre 2011 | National Bank Challenger Saguenay, Saguenay              | Cemento     | Marie-Ève Pelletier | Tímea Babos Jessica Pegula           | 4-6, 3-6          |
| 5. | 19 maggio 2012  | Koser Jewelers Pro Circuit Tennis Challenge, Landisville | Cemento     | Alexandra Mueller   | Macall Harkins Chieh-Yu Hsu          | 3–6, 4–6          |
| 6. | 14 luglio 2012  | Cooper Challenger, Waterloo                              | Terra rossa | Shūko Aoyama        | Sharon Fichman Marie-Ève Pelletier   | 2–6, 5–7          |
| 7. | 3 giugno 2013   | AEGON Trophy, Nottingham                                 | Erba        | Sharon Fichman      | Maria Sanchez Nicola Slater          | 6-4, 3-6, [8-10]  |
| 8. | 31 ottobre 2014 | Tevlin Women's Challenger, Toronto                       | Cemento (i) | Tatjana Maria       | Maria Sanchez Taylor Townsend        | 5-7, 6-4, [13-15] |

## Billie Jean King Cup

### Vittorie (1)
| N. | Data             | Torneo                         | Superficie  | Compagne                                                         | Avversarie in finale                                                                       | Punteggio |
| 1. | 12 novembre 2023 | Billie Jean King Cup, Siviglia | Cemento (i) | Leylah Fernandez Rebecca Marino Eugenie Bouchard Marina Stakusic | Jasmine Paolini Martina Trevisan Elisabetta Cocciaretto Lucia Bronzetti Lucrezia Stefanini | 2-0       |

## Grand Slam Junior

### Doppio

#### Sconfitte (1)
| Tornei del Grande Slam  |
| ----------------------- |
| Australian Open (1)     |
| Open di Francia (0)     |
| Torneo di Wimbledon (0) |
| US Open (0)             |

| N. | Data            | Torneo                     | Superficie | Compagna    | Avversarie in finale           | Punteggio   |
| 1. | 30 gennaio 2010 | Australian Open, Melbourne | Cemento    | Tímea Babos | Jana Čepelová Chantal Škamlová | 6(1)-7, 2-6 |